# Torneo Clausura 1997 (Chile)
El Torneo Clausura de Fútbol de la Primera División de 1997 fue el segundo de los dos torneos disputados en la primera categoría del fútbol profesional chileno en el año 1997.
El campeón del torneo fue Colo-Colo, que logró su estrella número 21. Además, el equipo albo fue el líder de la tabla acumulada de la temporada 1997, tomando en cuenta la sumatoria de puntos de los 2 torneos del año.
Fue el debut y antecedente directo de los actuales torneos cortos. Este formato que es igual al formato argentino, solo duró por este año, pero se retomaría en 2002, con la adopción de la modalidad mexicana y el estreno de los play-offs
En este torneo participaron 16 equipos, que jugaron en una ronda en un sistema de todos-contra-todos.
El campeón de cada torneo (Apertura y Clausura) consigue un cupo directo para la Copa Libertadores 1998.
Los descensos a Primera B se definen al final de la temporada con una tabla acumulada, que reúne los puntajes de ambos torneos.
Durante el transcurso del torneo tuvo lugar un hecho inédito para el fútbol chileno de la época: el SIFUP, con la intención de mejorar las condiciones laborales de los futbolistas y ante la nula respuesta de la ANFP a sus peticiones, llamó a los jugadores a una movilización, produciéndose una paralización total de actividades en los clubes —a excepción de Deportes Puerto Montt y otros jugadores—, la que tuvo lugar en la sexta fecha del torneo, programada para el 13 y 14 de septiembre de 1997. La decisión obligó a los equipos a presentarse con juveniles en aquella fecha.

## Equipos por región
| Región               | N.º | Equipos                                                                                           |
| -------------------- | --- | ------------------------------------------------------------------------------------------------- |
| Región Metropolitana | 6   | Audax Italiano, Colo-Colo, Palestino, Unión Española, Universidad Católica y Universidad de Chile |
| Antofagasta          | 2   | Cobreloa y Deportes Antofagasta                                                                   |
| Coquimbo             | 2   | Coquimbo Unido y Deportes La Serena                                                               |
| Biobío               | 2   | Deportes Concepción y Huachipato                                                                  |
| Los Lagos            | 2   | Provincial Osorno y Deportes Puerto Montt                                                         |
| Valparaíso           | 1   | Santiago Wanderers                                                                                |
| Araucanía            | 1   | Deportes Temuco                                                                                   |

| \| Audax Italiano Universidad de Chile Colo-Colo Universidad Católica Unión Española Palestino \| |
| Audax Italiano Universidad de Chile Colo-Colo Universidad Católica Unión Española Palestino       |

## Tabla final
| Pos | Equipo                | PJ | PG | PE | PP | GF | GC | Dif | Pts |
| --- | --------------------- | -- | -- | -- | -- | -- | -- | --- | --- |
| 1   | Colo-Colo             | 15 | 11 | 2  | 2  | 33 | 19 | 14  | 35  |
| 2   | Universidad Católica  | 15 | 9  | 3  | 3  | 25 | 15 | 10  | 30  |
| 3   | Audax Italiano        | 15 | 9  | 2  | 4  | 31 | 16 | 15  | 29  |
| 4   | Universidad de Chile  | 15 | 7  | 5  | 3  | 36 | 17 | 19  | 26  |
| 5   | Cobreloa              | 15 | 7  | 4  | 4  | 28 | 17 | 11  | 25  |
| 6   | Deportes Puerto Montt | 15 | 7  | 3  | 5  | 21 | 19 | 1   | 24  |
| 7   | Provincial Osorno     | 15 | 5  | 6  | 4  | 19 | 15 | 4   | 21  |
| 8   | Coquimbo Unido        | 15 | 5  | 5  | 5  | 14 | 13 | 1   | 20  |
| 9   | Deportes La Serena    | 15 | 5  | 4  | 6  | 21 | 20 | 1   | 19  |
| 10  | Palestino             | 15 | 5  | 2  | 8  | 13 | 21 | -8  | 17  |
| 11  | Deportes Antofagasta  | 15 | 5  | 2  | 8  | 15 | 27 | -12 | 17  |
| 12  | Huachipato            | 15 | 4  | 4  | 7  | 13 | 22 | -9  | 16  |
| 13  | Unión Española        | 15 | 4  | 3  | 8  | 22 | 27 | -5  | 15  |
| 14  | Deportes Temuco       | 15 | 4  | 3  | 8  | 18 | 31 | -13 | 15  |
| 15  | Santiago Wanderers    | 15 | 2  | 5  | 8  | 13 | 26 | -13 | 11  |
| 16  | Deportes Concepción   | 15 | 2  | 5  | 8  | 15 | 32 | -17 | 11  |

PJ=Partidos jugados; PG=Partidos ganados; PE=Partidos empatados; PP=Partidos perdidos; GF=Goles a favor; GC=Goles en contra; Dif=Diferencia de gol; Pts=Puntos
|  | Campeón. Clasifica a la Copa Libertadores 1998 |

## Huelga
Ante la entrega de un petitorio por parte del SIFUP, del cual no se tuvo ninguna respuesta por parte de la ANFP, por lo que el 2 de septiembre de 1997 se confirma que los jugadores profesionales paralizaran sus actividades durante la 6º fecha, a realizarse el 13 y 14 de septiembre. La ANFP determinó, durante un Consejo de Presidentes, que dicha fecha debería realizarse con jugadores juveniles, además de indicar que los sueldos que se adeudan se deberán pagar en un mes. Durante este período, el presidente del Sifup Carlos Ramos alertó de que fue víctima de amenazas a su integridad física.
Se indicó que equipos como Deportes Puerto Montt, Provincial Osorno y Coquimbo Unido presionaron a sus jugadores para que estos se presentaran a jugar. Los siguientes Jugadores rompieron la huelga:
- Puerto Montt: Juan Carlos Aguilar, Christian Ortega, Mauricio Tampe, César Yañéz, Francis Ferrero y Sandro Velazco.
- Cobreloa: César Bravo, Mauricio Donoso y Rodrigo Meléndez
- Osorno: Carlos Cáceres y Fabían Carmona.

Durante esta fecha, vieron acción jugadores que luego tendrían carreras destacadas como profesionales, como Gonzalo Benavente, Mauricio Salazar, Rodrigo Henríquez, Patricio Lira, Marco Bautista, César Santis, José Luis Jerez, Bruno Pesce, Mauricio Segovia, Cristián Álvarez, Jorge Acuña, Patricio Ormazábal, Milovan Mirosevic, Luis Díaz, Rodolfo Moya, Luis Mena, Pablo Contreras, Alejandro Escalona, Francisco Arrué, Matías Guerrero, Álvaro Sarabia, Nicolás Córdova, Luis Ignacio Quinteros, Luis Godoy, Jaime Rubilar, Ángel Carreño, Roberto Ávalos, Jorge Ormeño, David Pizarro, Carmelo Vega, Osvaldo Gullace, Luis Hicks, Marcos González, Marco Olea, Gamadiel García, Jorge Guzmán, Juan Luis Mora, Cristián Reynero, Ricardo Viveros, entre otros.

## Estadísticas
- El equipo con mayor cantidad de partidos ganados: Colo-Colo 11 triunfos.
- El equipo con menor cantidad de partidos perdidos: Colo-Colo 2 derrotas.
- El equipo con menor cantidad de partidos ganados: Deportes Concepción y Santiago Wanderers 2 triunfos.
- El equipo con mayor cantidad de partidos perdidos: Palestino, Deportes Antofagasta, Unión Española, Deportes Temuco, Santiago Wanderers y Deportes Concepción 8 derrotas.
- El equipo con mayor cantidad de empates: Provincial Osorno y Coquimbo Unido 6 empates.
- El equipo con menor cantidad de empates: Colo-Colo, Audax Italiano, Palestino, Deportes Antofagasta 2 empates.
- El equipo más goleador del torneo: Universidad de Chile 36 goles a favor.
- El equipo más goleado del torneo: Deportes Concepción 32 goles en contra.
- El equipo menos goleado del torneo: Coquimbo Unido 13 goles en contra.
- El equipo menos goleador del torneo: Palestino, Huachipato y Santiago Wanderers 13 goles a favor.
- Mejor diferencia de gol del torneo: Audax Italiano convirtió 15 goles más de los que recibió.
- Peor diferencia de gol del torneo: Deportes Concepción recibió 17 goles más de los convirtió.
- Mayor goleada del torneo: Deportes Antofagasta 1-7 Universidad de Chile (fecha 11).

## Campeón
|                               |
| Campeón Colo-Colo 21.º título |
|                               |

## Tabla acumulada 1997
| Pos | Equipo                | PJ | PG | PE | PP | GF | GC | Dif | Pts |
| --- | --------------------- | -- | -- | -- | -- | -- | -- | --- | --- |
| 1   | Colo-Colo             | 30 | 22 | 6  | 2  | 60 | 31 | 29  | 72  |
| 2   | Universidad Católica  | 30 | 20 | 7  | 3  | 61 | 28 | 33  | 67  |
| 3   | Universidad de Chile  | 30 | 15 | 11 | 4  | 67 | 31 | 36  | 56  |
| 4   | Cobreloa              | 30 | 13 | 8  | 9  | 54 | 39 | 15  | 47  |
| 5   | Audax Italiano        | 30 | 12 | 8  | 10 | 51 | 40 | 9   | 44  |
| 6   | Coquimbo Unido        | 30 | 11 | 8  | 11 | 43 | 39 | 4   | 41  |
| 7   | Provincial Osorno     | 30 | 8  | 14 | 8  | 35 | 33 | 2   | 38  |
| 8   | Deportes La Serena    | 30 | 10 | 7  | 13 | 44 | 45 | -1  | 37  |
| 9   | Deportes Temuco       | 30 | 11 | 4  | 15 | 44 | 49 | -5  | 37  |
| 10  | Huachipato            | 30 | 9  | 9  | 12 | 33 | 39 | -6  | 36  |
| 11  | Palestino             | 30 | 9  | 6  | 15 | 25 | 45 | -20 | 33  |
| 12  | Deportes Concepción   | 30 | 8  | 9  | 13 | 36 | 58 | -22 | 33  |
| 13  | Deportes Puerto Montt | 30 | 8  | 8  | 14 | 39 | 49 | -10 | 32  |
| 14  | Santiago Wanderers    | 30 | 6  | 13 | 11 | 37 | 50 | -13 | 31  |
| 15  | Unión Española        | 30 | 8  | 4  | 18 | 37 | 62 | -25 | 28  |
| 16  | Deportes Antofagasta  | 30 | 7  | 4  | 19 | 29 | 58 | -19 | 25  |

PJ=Partidos jugados; PG=Partidos ganados; PE=Partidos empatados; PP=Partidos perdidos; GF=Goles a favor; GC=Goles en contra; Dif=Diferencia de gol; Pts=Puntos
|  | Desciende a Primera B |

## Estadísticas
- El equipo con mayor cantidad de partidos ganados: Colo-Colo 22 triunfos.
- El equipo con menor cantidad de partidos perdidos: Colo-Colo 2 derrotas.
- El equipo con menor cantidad de partidos ganados: Santiago Wanderers 6 triunfos.
- El equipo con mayor cantidad de partidos perdidos: Deportes Antofagasta 19 derrotas.
- El equipo con mayor cantidad de empates: Provincial Osorno 14 empates.
- El equipo con menor cantidad de empates: Deportes Temuco, Unión Española y Deportes Antofagasta 4 empates.
- El equipo más goleador del torneo: Universidad de Chile 67 goles a favor.
- El equipo más goleado del torneo: Unión Española 62 goles en contra.
- El equipo menos goleado del torneo: Universidad Católica 28 goles en contra.
- El equipo menos goleador del torneo: Palestino 25 goles a favor.
- Mejor diferencia de gol del torneo: Universidad de Chile convirtió 36 goles más de los que recibió.
- Peor diferencia de gol del torneo: Unión Española recibió 24 goles más de los que convirtió.
- Mayor goleada del torneo: Deportes Antofagasta 1-7 Universidad de Chile (fecha 11 torneo de Clausura).

## Goleadores
| Jugador          | Equipo                | Goles |
| ---------------- | --------------------- | ----- |
| Richart Báez     | Universidad de Chile  | 10    |
| Rubén Vallejos   | Deportes Puerto Montt | 10    |
| Hugo Brizuela    | Audax Italiano        | 9     |
| Marcos Lencina   | Provincial Osorno     | 7     |
| Mauricio Giganti | Unión Española        | 7     |
| David Bisconti   | Universidad Católica  | 7     |
| Rodrigo Barrera  | Universidad de Chile  | 7     |
| Carlos Guirland  | Audax Italiano        | 6     |
| Ivo Basay        | Colo-Colo             | 6     |
| Héctor Tapia     | Colo-Colo             | 6     |
| José Luis Sierra | Colo-Colo             | 6     |
| Juan Castillo    | Deportes Temuco       | 6     |
| Mauricio Illesca | Audax Italiano        | 5     |
| Gonzalo Belloso  | Cobreloa              | 5     |
| Manuel Neira     | Colo-Colo             | 5     |
| Juan Carreño     | Deportes Concepción   | 5     |
| Marcelo Corrales | Palestino             | 5     |
| Esteban Valencia | Universidad de Chile  | 5     |

### Hat-Tricks & Pókers
| Fecha                   | Jugador         | Goles | Partido                                      |
| ----------------------- | --------------- | ----- | -------------------------------------------- |
| 10 de agosto de 1997    | Mario Lagos     | 3     | Deportes Temuco vs. Deportes Concepción      |
| 22 de noviembre de 1997 | Richart Báez    | 3     | Deportes Antofagasta vs Universidad de Chile |
| 6 de diciembre de 1997  | Rodrigo Barrera | 3     | Deportes Concepción vs Universidad de Chile  |